# ماريانو ريفيرا باز
ماريانو ريفيرا باز (بالإسبانية: Mariano Rivera Paz)‏ (24 ديسمبر 1804 - 26 فبراير 1849) كان رئيس دولة غواتيمالا، شغل منصب رئيس دولة غواتيمالا في فترات (1838 - 1839) و (1842 - 1844).